# Lala Süsskind

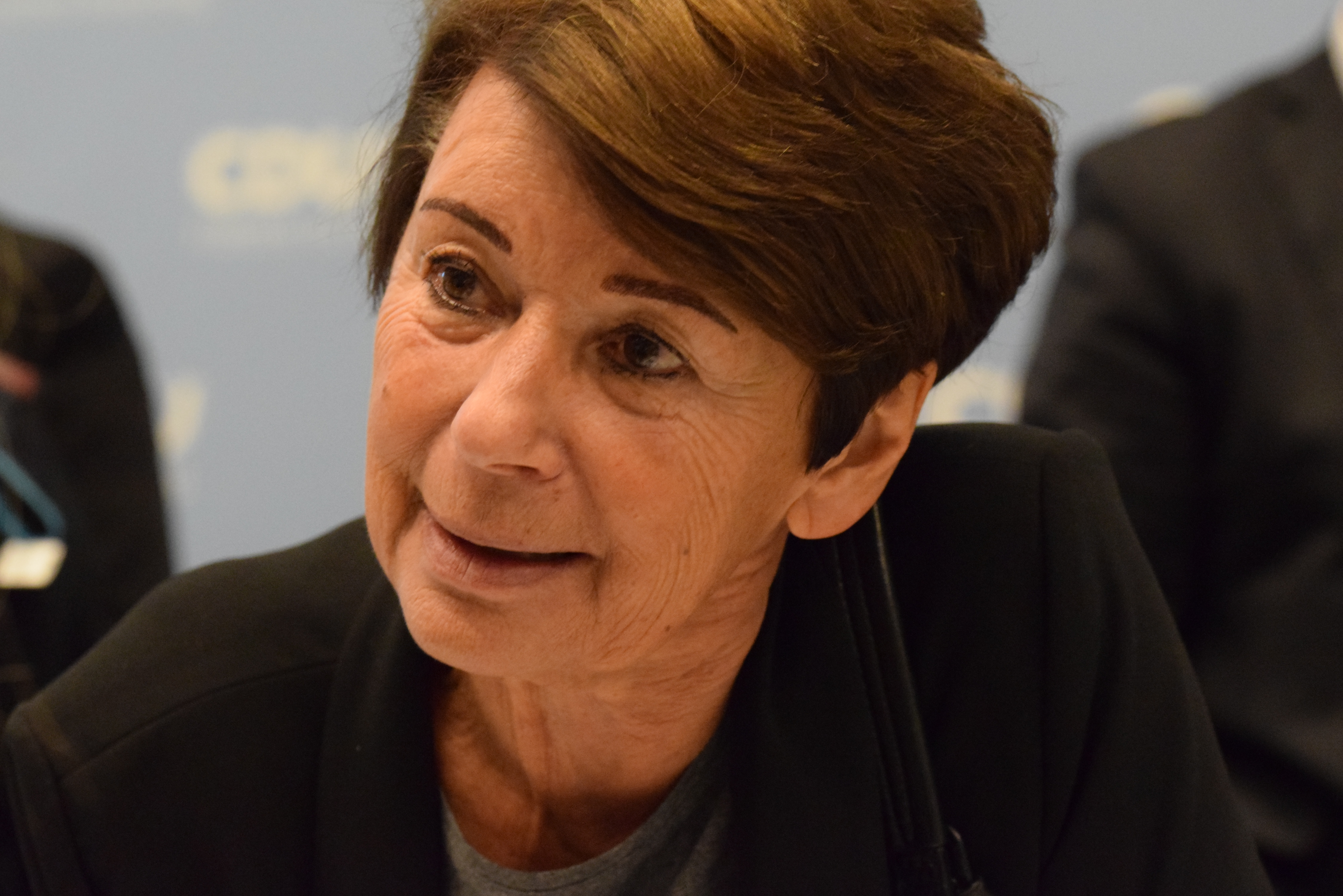
Lala Süsskind, 2016

Lala Süsskind (geboren am 19. Juli 1946 als Frida Rubin in Dzierżoniów, Polen) ist eine Repräsentantin des Judentums in Deutschland. Sie war von 2008 bis 2012 Vorsitzende der Jüdischen Gemeinde in Berlin und engagiert sich in verschiedenen Funktionen für die jüdische Gemeinschaft und für den interreligiösen Dialog.

## Leben
Lala Süsskind kam im Juli 1946 im polnischen Dzierżoniów (bis 1945 Reichenbach) in Niederschlesien als Tochter von Holocaust-Überlebenden zur Welt. Die Eltern lda und Joseph Rubin stammten aus Bialystok und der Nähe von Warschau, die Shoah und den Zweiten Weltkrieg überlebten sie, weil sie 1943 als jung verheiratetes Paar nach Russland geflohen waren. Die genaueren Umstände sind unbekannt, da ihre Eltern Süsskind zufolge nicht darüber sprachen. 1944 wurde Lala Süsskinds älterer Bruder geboren. Die Familie lebte ab Süsskinds erstem Lebensjahr in Berlin-Wittenau am Eichborndamm in einem Camp für Displaced Persons in einem kleinen Zimmer. Eigentlich wollten die Eltern nach Argentinien auswandern, so wie viele Holocaustüberlebende in den DP-Camps konnten sie sich ein Leben in Deutschland zunächst nicht vorstellen. Während der Berlinblockade 1949 wurde die Familie Erzählungen zufolge mit einem Kohleflugzeug nach Ulm an der Donau ausgeflogen und kehrte dann aber nach West-Berlin zurück. In Halensee bezogen die Rubins ihre erste eigene Unterkunft, ein Zimmer zur Untermiete, später miteten sie in eine Wohnung an der Kantstraße in Charlottenburg.
Der Vater arbeitete als Konditor und betrieb später ein kleines Einzelhandelsgeschäft. Die Mutter hatte keinen Beruf erlernt. Süsskinds Familie war nicht wohlhabend, musste ihr zufolge bei Null anfangen, ihre Eltern seien mit „nichts, außer uns Kindern und zwei Windeln“ in Berlin angekommen. Zu Hause sprach die Familie ausschließlich Russisch, Polnisch und Jiddisch, Deutsch lernte Süsskind, die ihren Vornamen nie mochte und sich deshalb Lala nennen ließ, erst später. Der Bekanntenkreis der Familie war jüdisch, man besuchte die Synagoge und feierte Shabbat. Da es noch keine jüdischen Schulen in Berlin gab, besuchte Süsskind eine staatliche Schule, an der viele jüdische Kinder unterrichtet wurden. Auf Initiative der Jüdischen Gemeinde gab es dort auch jüdischen Religionsunterricht. Auch am Friedrich-Ebert-Gymnasium in Berlin-Wilmersdorf, das sie anschließend besuchte, gab es Religionsunterricht, später wurde er dann im Gemeindehaus an der Fasanenstraße abgehalten. Lala Süsskind besuchte sonntags das jüdische Jugendzentrum der Gemeinde und nahm an Ferienreisen (Machane) Teil, die für Jungen und Mädchen von den Jüdischen Gemeinden bzw. der Zentralwohlfahrtsstelle der Juden in Deutschland e.V. (ZWST) durchgeführt wurden.
Nach ihrem Abitur 1966 lebte und arbeitete Süsskind ein halbes Jahr in einem Kibbuz in Israel, danach begann sie ein Studium der Soziologie und Publizistikwissenschaften in Berlin. Nach ihrer Heirat mit dem aus Österreich stammenden Geschäftsmann Artur Süsskind bekam sie zwei Kinder, gab ihr Studium auf und arbeitete als Verkäuferin in einem der Modegeschäfte ihres Mannes.

## Funktionen
1986 wurde Lala Süsskind Vorsitzende der Women’s-International-Zionist-Organisation-Gruppe (WIZO) Berlin und von 1991 bis 2003 Präsidentin der WIZO Deutschland. Von 2008 bis 2012 gehörte sie dem Präsidium des Zentralrats der Juden an. Sie initiierte 2008 zusammen mit Levi Salomon das Jüdische Forum für Demokratie und gegen Antisemitismus (JFDA), dessen Vorsitzende sie bis 2020 war.
Von 2008 bis 2012 war sie außerdem Vorsitzende der Jüdischen Gemeinde in Berlin und damit die erste Frau in dieser Leitungsfunktion der Gemeinde. Nach dieser Legislatur hinterließ Süsskind die Jüdische Gemeinde zu Berlin in einem finanziell angespannten Zustand. „Wegen der desolaten Finanzsituation sei die Jüdische Gemeinde zu Berlin existenziell bedroht“, sagte zum Beispiel Micha Guttmann (ehm. Generalsekretär des Zentralrats der Juden in Deutschland). In einem Zeitungsbericht teilte Süsskind mit, dass sie nicht erneut kandidieren wird.
Seit 2013 ist sie Kuratoriumsvorsitzende des Lesben- und Schwulenverbandes Berlin-Brandenburg (LSVD) und Mitglied des Beirates von Berlins schwulem Anti-Gewalt-Projekt Maneo. Süsskind ist stellvertretende Vorsitzende der Deutsch-Israelischen Gesellschaft Berlin und Brandenburg e.V. (DIG). Seit 2020 engagiert sie sich bei Jehi ʼOr (Jüdisches Bildungswerk für Demokratie – gegen Antisemitismus).

## Auszeichnungen
- 1994: Verdienstorden des Landes Berlin
- 2011: Tolerantia-Preis, verliehen durch Maneo[7]
- 2015: Botschafterin für Demokratie und Toleranz[8]